# The Masterplan
The Masterplan je kompilační album anglické rockové kapely Oasis. Obsahuje B-strany singlů, které nikdy nevyšly na žádném albu. Bylo vydáno v listopadu 1998. Čtyři skladby z tohoto alba se též objevují na kompilačním albu Stop the Clocks z roku 2006.

## Seznam skladeb
Autorem všech skladeb je Noel Gallagher, pokud není uvedeno jinak.
| Pořadí | Název                             | Autor                         | Singl                      | Délka |
| ------ | --------------------------------- | ----------------------------- | -------------------------- | ----- |
| 1.     | Acquiesce                         |                               | „Some Might Say“           | 4:24  |
| 2.     | Underneath the Sky                |                               | „Don't Look Back in Anger“ | 3:21  |
| 3.     | Talk Tonight                      |                               | „Some Might Say“           | 4:21  |
| 4.     | Going Nowhere                     |                               | „Stand by Me“              | 4:39  |
| 5.     | Fade Away                         |                               | „Cigarettes & Alcohol“     | 4:13  |
| 6.     | The Swamp Song                    |                               | „Wonderwall“               | 4:19  |
| 7.     | I Am the Walrus (záznam koncertu) | John Lennon, Paul McCartney   | „Cigarettes & Alcohol“     | 6:25  |
| 8.     | Listen Up                         |                               | „Cigarettes & Alcohol“     | 6:21  |
| 9.     | Rockin' Chair                     | N. Gallagher, Chris Griffiths | „Roll with It“             | 4:35  |
| 10.    | Half the World Away               |                               | „Whatever“                 | 4:21  |
| 11.    | (It's Good) To Be Free            |                               | „Whatever“                 | 4:18  |
| 12.    | Stay Young                        |                               | „D'You Know What I Mean?“  | 5:05  |
| 13.    | Headshrinker                      |                               | „Some Might Say“           | 4:38  |
| 14.    | The Masterplan                    |                               | „Wonderwall“               | 5:22  |

## Obsazení
- Liam Gallagher – hlavní vokály, tamburína
- Noel Gallagher – sólová kytara, akustická kytara, zpěv, klavír
- Paul „Bonehead“ Arthurs – rytmická kytara, akustická kytara, klavír
- Paul „Guigsy“ McGuigan – baskytara
- Alan White – bicí, perkuse
- Tony McCarroll – bicí (skladby 1,5,7,8,11)